# آونو-ان-سونووا
آونو-ان-سونووا (به فرانسوی: Avesnes-en-Saosnois) یک کمون در فرانسه است که در canton of Marolles-les-Braults واقع شده‌است. آونو-ان-سونووا ۵٫۶۸ کیلومتر مربع مساحت دارد.